# Patrick Moraz

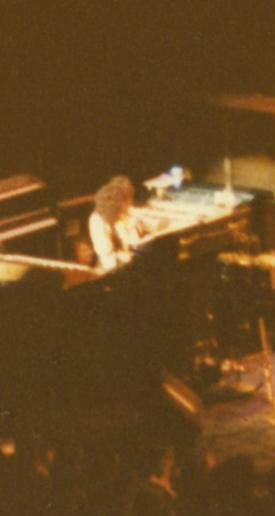
Patrick Moraz rond 1980

Patrick Philippe Moraz (Villars-Sainte-Croix (Morges), 24 juni 1948) is een van oorsprong Zwitsers toetsenist die vooral actief is in de jazz, progressieve rock en wereldmuziek.

## Biografie

### Zwitserland
Moraz wordt geboren in een muzikaal gezin in het Frans-sprekende deel van Zwitserland. Op driejarige leeftijd begint hij viool en piano te spelen. Later komt daar trompet, saxofoon, dwarsfluit, orgel en vibrafoon bij. Aanvankelijk wilde hij antropoloog worden. Daarvoor had hij Grieks en Latijn gestudeerd aan een school in St. Maurice. Maar de muziek trekt hem meer. Hij gaat piano studeren aan het conservatorium van Lausanne en krijgt daar les van onder meer Nadia Boulanger. Eenmaal wonend in Vevey komt hij in contact met Clara Haskil, een Roemeens pianiste bekend vanwege haar interpretaties van met name de pianoconcerten van Mozart. Een carrière als concertpianist is echter niet weggelegd voor Moraz doordat hij al eerder zijn rechterarm (tijdens het skiën) en vingers (rollerskaten) brak.
Moraz begint in zijn tienerjaren mee te spelen op jazzfestivals en competities, waarbij hij in 1964 de eerste prijs won op een festival in Zürich. Hij maakte toen kennis met de muziek van Stephane Grapelly en John Coltrane. Moraz kreeg ook korte tijd les van Grapelly. In 1968 werd Moraz beroepsmuzikant en formeerde hij samen met Jean Ristori de progressieve-rockband Mainhorse, die een gelijknamig album uitbracht. De groep ging wereldwijd op tournee. Moraz vond ook tijd om filmmuziek te componeren voor bijvoorbeeld De Salamander en Het midden van de wereld, een film van Alain Tanner. Later volgde muziek voor De Uitnodiging van Claude Goretta.

### Jaren '70 in Engeland en Brazilië
In de lente van 1973 belandde Moraz in Londen en vormde met de overgebleven leden van The Nice een nieuwe groep, Refugee. Keith Emerson, de oprichter van The Nice, was in 1970 vertrokken naar Emerson, Lake & Palmer. Lee Jackson en Brian Davison probeerden het eerst met andere musici maar vroegen toen Moraz als opvolger van Emerson. De band bracht één album uit voordat Moraz doorschoof naar Yes. Rick Wakeman was daar opgestapt en de band zocht een technisch onderlegde toetsenist om hem te vervangen. Moraz speelde met Yes op één elpee mee, het complexe Relayer. Hierop volgde een uitgebreide tournee waarna Wakeman weer terugkeerde achter de keyboards. Ondertussen bracht Moraz twee solo-albums uit, het complexe The Story of I (1975) en Out in the Sun (1977). Na Yes vertrok Moraz naar zijn nieuwe thuisland Brazilië waar hij zich verdiepte in vooral de percussieritmes.

### Moody Blues 1978-1991 en daarna
Moraz' verblijf in Brazilië duurde niet lang, want een andere bekende band uit de progressieve rock had hem nodig. Na het vertrek van Mike Pinder zocht de Moody Blues een nieuwe toetsenist. Het eerste album waar Moraz op meespeelde is Long Distance Voyager, waarbij hij elke dreigende stilte opvulde met zijn synthesizers. De Moodies namen regelmatig vrij en zodoende kon Moraz doorgaan met soloalbums opnemen en met andere artiesten optreden en opnemen. Hij speelde met onder anderen Chick Corea en basgitarist Bunny Brunel. Ook ontmoette hij Bill Bruford, ex-drummer van Yes vóór de periode dat Moraz daar speelde. Samen maakten zij twee albums, in 1983 en 1985, en Moraz en Bruford traden ook in Nederland op. In De Meervaart in Amsterdam speelden ze muziek van hun twee albums en nieuwe deels geïmproviseerde muziek. De qua techniek en ritme ingewikkelde muziek van de studioplaten werd door hen overtuigend live uitgevoerd.
In 1991 verliet Moraz de Moody Blues en vrijwel direct daarna spande hij een rechtszaak tegen hen aan over achterstallig salaris en royalty's. Kern van het conflict was de vraag of Moraz wel of niet een gewoon, vast lid van de band was geweest. Hijzelf vond van wel, de Moodies vonden dat hij alleen ingehuurd was zonder echt lid van de band te zijn geweest. Hij stond wel altijd op elpeehoezen en groepsfoto's, maar de Moody Blues ontkenden een vast lidmaatschap. Moraz won uiteindelijk de zaak, maar kreeg minder schadevergoeding dan hij geëist had. Vanaf dat moment treedt Moraz met tussenpozen op over de hele wereld, alleen of met band, en soms voor privéconcerten. Onregelmatig verschijnen albums van hem.

### Privéleven
Hij woont al jaren in Florida samen met zijn vrouw. De Franse filmregisseur Patricia Moraz is zijn zus. Hij heeft voor verschillende van haar films muziek geschreven.

## Discografie

### Soloalbums
- 1976 - The story of I
- 1977 - Out in the Sun
- 1978 - Patrick Moraz III
- 1979 - Future Memories Live On TV
- 1980 - Coexistence
- 1983 - Music for Piano and Drums (met Bill Bruford)
- 1984 - Timecode
- 1984 - Future Memories II
- 1985 - Future Memories I & II
- 1985 - Flags (met Bill Bruford)
- 1987 - Human Interface
- 1989 - Libertate (heruitgave van Coexistence)
- 1994 - Windows of Time
- 1995 - PM in Princeton
- 2000 - Resonance
- 2003 - ESP (Etudes, Sonates, Preludes)
- 2009 - Change of Space
- 2009 - Moraz and Bruford Live in Tokyo (oude opnamen uit 1985)
- 2012 - Moraz Live / Abbey Road (oude opnamen ut 1987)

### filmmuziek
- 1971 - De Salamander (Le salamandre) - Alain Tanner
- 1973 - De uitnodiging (L'invitation) - Claude Goretta
- 1974 - Het midden van de wereld (Le milieu du monde) - Alain Tanner
- 1977 - Les indiens sont encore loin - Patricia Moraz
- 1987 - The stepfather - Joseph Ruben

### met Mainhorse
- 1969 - Mainhorse

### met Refugee
- 1974 - Refugee

### met Yes
- 1974 - Relayer

### met de Moody Blues
- 1981 - Long Distance Voyager
- 1983 - The Present
- 1986 - The other side of life
- 1988 - Sur la mer
- 1991 - Keys of the kingdom